# Bruttier
Bruttierna var ett italiskt folk som talade oskiska. De bodde i ett område som i stort motsvarar det moderna Kalabrien i Italien. Området gränsade sålunda till Lukanien. Deras område kallades ibland Bruttium. Beteckningen bruttier är exonymt givet av lukanerna och betyder rebeller på oskiska. 
Bruttierna tycks från början ha varit nomadstammar och beskrivs av samtida källor som en samling förrymda slavar och andra flyktingar. Troligen var i alla fall en del av dem enotrier och pelasger. 365 f.Kr.  bildade bruttierna en egen förbundsstat och i och med detta började bruttiernas makt snabbt förstärkas. Bruttierna lyckades hålla ställningarna mot lukanerna och också anfalla och ta över de grekiska städerna Hipponium, Terina, och Thurii. Taras begärde hjälp från Alexander I av Epirus mot lukanerna och bruttierna. Under sin tid i Italien erövrade Alexander I av Epirus också  Terina och Sipontum från bruttierna.
Bruttierna blev sedan anfallna av Agathokles som erövrade staden Hipponium och tvingade bruttierna till fred. Bruttierna bröt snart freden och tog tillbaka staden. När Rom förklarade krig mot Tarentum (282 f.Kr.) ställde sig bruttierna, tillsammans med samniter, lukaner och kung Pyrrhus av Epirus på Tarentums sida. Bruttierna stödde också Pyrrhus i det efterföljande pyrriska kriget, och tvingades sedan av romarna att avstå hälften av den viktiga Sila-skogen. 272 f.Kr. blev bruttierna beroende av romarna.
Bruttierna (men inte alla bruttiernas städer) var ett av de första folken att ställa sig på Hannibals sida i det andra puniska kriget efter slaget vid Cannae. Bruttium, och kanske framförallt staden Kroton, blev ett starkt fäste för Hannibal till vilket han kunde dra sig tillbaka efter strider med romarna i Lukanien och Samnium. Sedan romarna vunnit det andra puniska kriget straffade de bruttierna genom att förneka dem status som socii, allierade. Romarna fortsatte också att övervaka bruttierna för att förhindra fortsatta revolter. Från och andra puniska krigets slut påbörjades romaniseringen av bruttierna, även om flera större konflikter kom att utspelas i Bruttium framöver.